# Nya välfärdspartiet

Nya välfärdspartiet är ett politiskt parti i linje med Millî Görüş, som grundades den 23 november 2018 under ledning av Muhammed Ali Fatih Erbakan och verkar i Turkiet. Enligt partiets stadgar är dess officiella förkortning "Yeniden Refah".